# Viheriäistenaukko
Viheriäistenaukko är en fjärd i Finland. Den ligger i landskapet Egentliga Finland, i den sydvästra delen av landet, 160 km väster om huvudstaden Helsingfors.
Viheriäistenaukko avgränsas av Luonnonmaa i väster, Runsala i söder och fastlandet i norr och öster. Den ansluter till Pohjoissalmi i öster och Resoviken i nordöst.